# ГАЗ-24-02 Волга
ГАЗ-24-02 Волга е съветски лек автомобил с каросерия тип универсал. Пуснат на пазара от ГАЗ. Моделът е произвеждан от 1972 до 1993 година.

## История
Универсал версията пусната от 1972. Предшественик е ГАЗ-М-22 Волга. Модернизация (ГАЗ-24-12 Волга) – от 1987 до 1993 г. Авто има 3 седалки и 7 местен. Втория и третия ред седалки съществува възможност за прибиране напред. Двигател – ЗМЗ-24Д (75 к.с.), ЗМЗ-2401 (85 к.с.), износ – двигател Ford, Peugeot.

## Модификаците
- ГАЗ-24-02 – базова модел (1972-1987).
- ГАЗ-24-03 – „линейка“ (1972-1987).
- ГАЗ-24-04 – такси (1972-1987).
- ГАЗ-24-77 – износ версията.
- ГАЗ-24-12 – обновя базова версията (1987-1993).
- ГАЗ-24-13 – обновя „линейка“ версията (1987-1993).
- ГАЗ-24-14 – обновя версията такси (1987-1993).

## Галерия
- „Линейка“ ГАЗ-24-03 Волга